# Municipio de Freeport (Pensilvania)
El municipio de Freeport (en inglés: Freeport Township) es un municipio ubicado en el condado de Greene en el estado estadounidense de Pensilvania. En el año 2000 tenía una población de 302 habitantes y una densidad poblacional de 13 personas por km².

## Geografía
El municipio de Freeport se encuentra ubicado en las coordenadas 39°44′00″N 80°24′59″O / 39.73333, -80.41639.

## Demografía
Según la Oficina del Censo en 2000 los ingresos medios por hogar en la localidad eran de $22,813 y los ingresos medios por familia eran de $24,844. Los hombres tenían unos ingresos medios de $24,844 frente a los $19,063 para las mujeres. La renta per cápita de la localidad era de $11,731. Alrededor del 33% de la población estaba por debajo del umbral de pobreza.